# Hed PE
A Hed PE amerikai punk rock/nu metal/rap metal zenekar. 1994-ben alakultak meg a kaliforniai Huntington Beach-en. A Hed PE név a "Hed Planet Earth" rövidítése, a "hed" szó pedig valószínűleg a "head" szándékos elírása.
2018. február 5-én Magyarországon is felléptek a Dürer Kertben.

## Diszkográfia

### Stúdióalbumok
- Church of Realities (1995)
- Hed PE (1997)
- Broke (2000)
- Blackout (2003)
- Only in Amerika (2004)
- Back 2 Base X (2006)
- Insomnia (2007)
- New World Orphans (2009)
- Truth Rising (2010)
- Evolution (2014)
- Forever! (2016)
- Stampede (2019)
- Class of 2020 (2020)
- Califas Worldwide (2022)